# Молль, Курт
Курт Молль (нем. Kurt Moll; 11 апреля 1938, Кёльн — 
5 марта 2017, там же) — немецкий оперный певец (бас-профундо).

## Биография
В юности учился играть на гитаре и виолончели, был солистом школьного хора. Продолжил музыкальное образование в Кёльнской высшей школе музыки и брал частные уроки у Эмми Мюллер в Крефельде. В 20 лет начал свою карьеру в оперном театре Кёльна и вскоре после этого был приглашён в Ахен. Вслед за этим последовали приглашение из Государственного театра Майнца и контракт первого баса в Вуппертале.
В 1967 году Молль дебютировал на Байрейтском фестивале, а в 1970 году на Зальцбургском музыкальном фестивале стал известен миру благодаря партии Зарастро из «Волшебной флейты». В 1972 году дебютировал в миланской опере «Ла Скала» в партии Осмина («Похищение из сераля»), в 1974 году в Сан-Франциско в партии Гурнеманца («Парсифаль»). В нью-йоркской «Метрополитен Опера» он впервые выступил в концертном сезоне 1979 года и пел партии Рокко («Фиделио») и Спарафучиле («Риголетто»).
В репертуаре Курта Молля большие басовые партии Моцарта, Вагнера и Штрауса, но он пел также и басовые партии Вебера (Отшельник в «Вольном стрелке») и Прокофьева (Инквизитор в «Огненном ангеле»). Выступал в Гамбурге, Вене, Байрейте, Зальцбурге и Мюнхене, являлся камерным певцом Баварского, Гамбургского и Венского оперных театров и профессором по вокалу Кёльнской высшей школы музыки.
В дискографии Молля партии Осмина, Зарастро, Фальстафа и Гурнеманца в сопровождении оркестров под управлением Георга Шолти, Герберта фон Караяна, Вольфганга Заваллиша и Карла Бёма.
Очень необычна его интерпретация цикла песен Франца Шуберта «Зимний путь» в сопровождении рояля. Запись вышла в свет в 1983 году и являет собой редкий феномен появления оперного певца в качестве камерного. Несколькими годами позже появилась ещё одна запись, а в 1996 году — двойной CD с балладами Карла Лёве.
31 июля 2006 года Молль попрощался с оперной сценой после своей последней партии «Ночного сторожа» в вагнеровских «Нюрнбергских мейстерзингерах» на Мюнхенском фестивале оперного искусства.
Был женат на Урсуле Молль, имел троих детей.